# 車掌 (銀河鉄道999)
車掌（しゃしょう）は、松本零士の漫画作品『銀河鉄道999』などに登場する架空の人物。

## キャラクター概要
999号の車掌であり、銀河鉄道株式会社の職員。本名、経歴は不詳。10万以上ある銀河鉄道規則を丸暗記していると自称しているが稀に規則の載っているであろう手帳をめくっている事もあるので実際に丸暗記しているかは怪しい。『銀河鉄道999』において、星野鉄郎、メーテルと並ぶ主要レギュラーであり、特にTVアニメ版では、駅に到着する前に乗客（視聴者）に停車駅、停車時間を知らせるために登場することが定番であった。車掌ゆえ停車駅に関する知識も豊富であり、メーテルと共に作品世界を案内する役回りを担っている。職業柄、列車から離れることは滅多にない。ただし「ざんげの国」駅ではアンドロメダ編で唯一の休暇を銀河鉄道より与えられている。また、無理やり連行された場合には鉄郎らと停車駅で行動を共にすることもある。
帽子と制服の間から見える顔の部分が黒い影となっており、そこに黄色く光る丸い目が見えるというユニークな姿をしている。連載当初は細めの体型で台詞がカタカナ書きだったが、TVアニメ化が決定する頃から、恰幅のよい体型で台詞も普通のかな混じりとなり、単行本では第一話から普通の台詞に修正されている。
制服は紺色。丈の長いダブルボタンの上着もしくは外套を着用しているため、ズボンが目立たない。車掌が普段着用している制服は冬服であり、これとは別に夏用の制服も支給されているが、デザインは全く同じ。車掌いわく「デザインは同じでも風通しのよい素材」であるとのこと。動輪マークの帽章が付いた制帽、「999」と黄文字で書かれた腕章を着用する。劇場版では直立不動の姿勢を取った時に腕章がずり落ち、慌てて直すという描写がよく見られた。

## 性格・人物
鉄郎曰く、「くそまじめ」と言われるように真面目な性格で、規則に忠実。乗客には敬称を付け、敬語で話す。腰が低く優柔不断なところがあり、争いごとを好まない傾向が見られるが、後述する車掌のかつての恋人、マーベラスがフィメールと身分を偽り乗車し列車妨害を引き起こし、鉄郎やメーテルに悪態をついた際には「あなたが誰であろうと規則にしたがって宇宙空間に放り出す」と毅然とした態度をとり、フィメールがさらに悪態をついた際は彼女の頬を拳で殴り倒すという場面も見られた。
基本的には知的で、かつ親しみやすい人物として描かれており、車掌としての職務をよくこなしているため、メーテルからも信頼されている。しかし、危機的な状況に陥ったときやメーテルの裸を見てしまったときなどは冷静さを失うこともある。また、乗客の安全よりも運行ダイヤを優先しようとする機関車に反発しており、言い争いになることが多々ある。「ヤーヤボールの小さな世界」で機関車が乗客を見捨てて惑星を発車した際には、座席に寝転がり職務をボイコットしたり、「絶対機械圏」では客車の窓から宇宙空間に身投げしたりもしている。
TV版でもおおむね原作に忠実な描写となっているが、車掌室で居眠りをし、機関車や運行指令からの通達を受けるのを面倒くさがったこともある。54話「終わりなき夏の物語」では、環境の変化で死に絶えたインセクターの赤ちゃんのうち唯一生き残った子を抱きしめ、自身への処分も顧みず、規則違反であることを知った上で機関車に終わりなき夏の惑星に引き返すよう指示するという描写もあった。76話「水の国のシャイアン 後編」では原作にはない機転を利かせ、ハイジャックされた999号を危機から救っている。第100話「ルーズゾーンの妖怪」では、このときは機械類や人間の心がルーズになってしまうという「ルーズゾーン」の影響を受け、停車時間をいい加減に案内したほか、行方不明になった鉄郎を探すのをやめてしまい、メーテルに呆れられたこともあった。

## 鉄郎との関係の変化
物語初期の頃は銀河鉄道規則に基づいて行動し、無断で乗ってきたり、途中で引き返そうとして暴れだす乗客を有無を言わさず外の宇宙空間へ放り出す冷酷さを示すこともあった。TV版ではこうした描写が一部カットされている。また、ガラスの体を持つ999号のウェイトレス・クレアの体がバラバラになった時には、規則に従ってその欠片を宇宙へ播いたりしていた。
しかし、『999』作中での旅を通じてその性格は変化していき、物語の中盤以降は鉄郎やメーテルと乗務員・乗客という関係以上の親交を深めていくことになる。「好奇心という名の星」で、惑星「好奇心」を支配するコンピューター達により殺されそうになったところを鉄郎に助けられた際には、車掌は鉄郎に恩義を感じてフルーツの盛り合わせを差し出している。TV版では69話の「C62の反乱」で999号が途中停車した際には、鉄郎らと一緒にレクリエーションを楽しんでいる。またこの頃になると、銀河鉄道規則よりも鉄郎らの安否を気遣う様子が見て取れるようになり、彼らを助けるために999号と少々強引な手段で交渉したり、規則を破ってまで鉄郎を助けに行くようにもなった。初期の頃は鉄郎らを「お客さん」と呼ぶことがあったが、のちに「鉄郎さん」「メーテルさん」と呼ぶようになる。車掌の態度に変化が見られるようになるのは前述の「好奇心という名の星」であり、その前の「化石の戦士」ではパスをなくした鉄郎に対し、事務的な態度で彼の乗車を拒否している。だがTVアニメ版においては、「好奇心という名の星」の映像化が68話と後回しとなった結果、第13話「化石の戦士・後編」でパスを奪われた鉄郎に対して「記憶より消去願います」と釘を刺しつつ安否を気遣う様子が初めて描かれており、原作での対応と異なる。
劇場版第1作ではあまり前面には出ず、せいぜい鉄郎に好意を抱くクレアを冷やかすぐらいで、鉄郎との親交を感じさせるシーンはほとんどなかった。だが、続編の第2作『さよなら銀河鉄道999』ではアンドロメダ編のストーリーの纏めとなることと、それに由来して後述のTV版で尺に収まらなかった「正体」に関するシーンを収めるため、冒頭から鉄郎と馴染み深いやり取りがあり、若干のパラドックスとなっている。

## 過去
TV版では42話の「フィメールの思い出」において、銀河鉄道の車掌になる前の過去が描かれている。彼は若い頃、「思い出の顔」という星に暮らすやや釣り目の美女マーベラス（声：麻生美代子）と交際していた。彼とマーベラスは「思い出の顔」の大地で星空を見ながらお互いの夢を語り合った仲であった。その後、停車駅「思い出の顔」に向かう999の車内で「フィメール」と名乗り中年女性に変装していた彼女と再会するが、長い歳月のうちに双方の価値観には大きな隔たりが生じていた。
TV版では当時の彼の姿が描かれており、車掌になる前ということで服装こそ違えど顔の部分だけが暗く、目だけが光る今と同じ姿をしている。また二人が互いに語り合ったという夢についても具体的な形で描かれており、彼は銀河鉄道の車掌になり、お金をためてマーベラスを迎えに来るという夢を、マーベラスはそれまでの間は学校に行き、機械化人の整備士をしながら車掌が迎えに来るのを待つという夢を語り合っており、車掌の回想という形で見せている。
松本の別作品となる短編を原作としたオリジナルストーリーとなるTV版85話では、車掌は停車駅「つかの間の恋」で彼女のことを思い出す姿が描かれた。
メーテルとエメラルダスの少女時代を描いたOVA作品『メーテルレジェンド』の頃には既に999号の車掌職に就いていることが、後編（第二楽章）の最後で確認できる。
銃の扱いにも長けておりTV版19話の「ざんげの国」では、戦闘ホバーを１発で撃ち落とし、TV版最終話では、鉄郎から借りた戦士の銃で、鉄郎の手足の手錠と足枷を切った。

## 正体
彼の正体は、非実体の透明人間であり、高圧ガス体である。通常は制服の中のみ黒く影が出て、他者から視認することができる。TVアニメ版では第7話で帽子が取れた時に視覚を失う（頭部を喪失する）描写があったが、これ以外では制服が脱げてもガス体の身体が欠けるという描写はなく（原作にはその描写はない）、問題なく入浴している。原作とTVアニメ版では、普段は鉄郎以上の風呂嫌いを標榜しているが、これは服を脱ぐと正体を晒す事になるためであり、実際に入浴した際には楽しそうに鼻歌を歌っている描写がある。劇場版第2作『さよなら銀河鉄道999』では風呂好きを推測させるシーンがある。また、短時間であれば宇宙空間に放り出されても耐えられる。ガス体という体の性質上、無重力空間での遊泳は得意。TV版では106話の「幽霊駅13号」では車内を無重力にして鉄郎と競泳し、彼よりも早く泳いでいる。
優柔不断な性格のために機械体と生身の身体とを選ぶことができず、保留する形で非実体の身体になっていた。本人にとってその事は恥と捉えていて、その事実を暴かれることを極端に嫌う。現在のその体については触れられる作品とそうでない作品があるが、前述の通り優柔不断であり、それが原因で現在の体になったとされている。
視聴者には、この事実はTVアニメ版最終話において終着駅の1つ前の停車駅「惑星こうもり」のシーンで明かされるはずだったが、尺が足りなくなってしまい削られてしまった。そのため、彼の正体に関する明確な説明は製作中だった先述の劇場版第2作に取り込まれることになり、終盤で鉄郎に正体を明かして生身の身体に戻る決意を示すシーンが登場した。原作では「メーテルの旅」において車掌が決断できないでいることを作中のキャラクターが指摘している描写があるが、明確に正体を明かす場面がないために原作しか読んでいない読者には車掌が結局何を迷っていたのかがわかりにくくなっている。　
ただし、原作・TVアニメ版のどちらにも彼が透明人間であることを示唆する描写はあった。原作の初期に車掌の中身に関する鉄郎の問いかけにメーテルが「案外、制服の下には何もないのかもしれないわ」と答えたり、TV版「重力の底の墓場」で転倒した拍子に帽子が脱げた車掌の中身が無い事に鉄郎が怯えたり、TV版の「ざんげの国」のシャワーシーンでは、彼の姿は見えず、シャワーの蛇口だけが空中に浮いているシーンがある。なお、この回では原作・TV版ともに、入浴中の車掌の姿を見た女暗殺者は絶叫と共に気絶し、その後も恐怖に震えていた。このほかTV版110話「メーテルの旅（後編）」において、別次元の車掌と慌てて野原で服を着る際、何もない空間に制服が順次着用されていき、帽子を被ったら目が光った、という描写もある。
エターナル編では、惑星パラサイトに止めろと要求された時に拒否し体を銃で撃ち抜かれたが、「私めには体がありませんからね」と言ったシーンもある。ただし、アンドロメダ編では銃を突き付けられると両手を挙げて降参していた。

## 声優
- 肝付兼太（アニメ『銀河鉄道999』など）

TVアニメや劇場版だけでなく、その派生作品・ゲームなどでも演じている。詳細は肝付の項を参照のこと。
TVアニメ版109、110話の「メーテルの旅」前後編では、もうひとりの車掌（クレジット表記は別の車掌）を山下啓介が声を担当している。プレイステーション用ゲーム『松本零士999 〜Story of Galaxy Express 999〜』では、このエピソードを基にしたシーンで2人の車掌を肝付が1人で声を担当している。

## 本編外の登場など
- 2005年から2009年3月までNHK総合テレビで放送された番組『探検ロマン世界遺産』に、この車掌とよく似た、松本によるキャラクターデザインの進行役（ドクター・ロマン）が登場していた。
- 『999』とのコラボ作品『銀河鉄道物語 〜忘れられた時の惑星〜』では、銀河鉄道株式会社の空間鉄道警備隊であるSDFの幹部候補生であるキリアン・ブラックの養父として登場している。
- 2008年3月16日に、東京都練馬区のねりたんアニメプロジェクトin大泉の一環として西武鉄道大泉学園駅で、原作者の松本とともにイベントに参加、同駅の名誉駅長に就任。改札内に像が立てられた。
- 松本零士画業60周年を記念し、webで連載された『幻想新幹線0』には、博多弁を使う車掌のキャラクター・チコが登場しており、本作の車掌を子供にしたような姿となっている。

## 画像リンク
- 福井県敦賀市にある車掌のモニュメント
- 東京都練馬区にある大泉学園駅にある車掌のオブジェ - ウェイバックマシン（2016年3月4日アーカイブ分）
- 福岡県北九州市のJR小倉駅構内にある車掌のモニュメント